# Rhynchostele hortensiae
Rhynchostele hortensiae là một loài thực vật có hoa trong họ Lan. Loài này được (R.L.Rodr.) Soto Arenas & Salazar miêu tả khoa học đầu tiên năm 1993.